# Konklave von Avignon 1394
Das Konklave von 1394 war die Versammlung der Kardinäle avignonesischer Observanz, die zur Wahl von Pedro Martinez de Luna y Gotor führte, der als Gegenpapst den Namen Benedikt XIII. annahm.

## Geschichte
Gegenpapst Clemens VII. war am 16. September 1394 gestorben. Am folgenden Konklave nahmen 21 Kardinäle teil, einer war von Papst Innozenz VI. ernannt worden, zwei von Papst Urban V., vier von Gregor XI., 13 von Clemens VII., sowie einer, der aus dem Lager Urbans VI. übergelaufen war; drei Kardinäle, die Clemens VII. ernannt hatte, waren abwesend. Das Konklave begann am 26. September, endete am 28. September und fand im Papstpalast zu Avignon statt.

## Teilnehmer
- Pietro Corsini, Kardinalbischof von Porto e Santa Rufina
- Gui de Malesec, Kardinalbischof von Palestrina
- Jean de la Grange (um 1325–1402), O.S.B., Kardinalbischof von Frascati
- Niccolò Brancaccio (um 1335/1340–1412), Kardinalbischof von Albano
- Guillaume d’Aigrefeuille le Jeune (1339–1401), O.S.B.Clun., Kardinalpriester von Santo Stefano al Monte Celio
- Leonardo Rossi da Giffoni, O.F.M., Kardinalpriester von San Sisto
- Bertrand de Chanac, Kardinalpriester von Santa Pudenziana[1]
- Tommaso Ammanati, Kardinalpriester von San Clemente
- Giovanni Piacentini, Kardinalpriester von San Ciriaco
- Jean de Murol (um 1340–1399), Kardinalpriester von San Vitale
- Jean Allarmet de Brogny (um 1342–1426), Kardinalpriester von Sant’Anastasia
- Pierre de Thury, Kardinalpriester von Santa Susanna
- Martín de Zalba, Kardinalpriester von San Lorenzo in Lucina
- Jean Flandrin, Kardinalpriester von Santi Giovanni e Paolo[2]
- Pierre Girard († 1415), Kardinalpriester von San Pietro in Vincoli
- Guillaume de Vergy, Kardinalpriester von Santa Cecilia
- Hugues de Saint-Martial, Kardinaldiakon von Santa Maria in Portico
- Pierre de Vergne (vor 1371–1403), Kardinaldiakon von Santa Maria in Via Lata
- Pedro Martínez de Luna y Gotor (entweder 1328 oder 1342/43–1422 oder 1423), Kardinaldiakon von Santa Maria in Cosmedin
- Galeotto Tarlati de Petramala, Kardinaldiakon von San Giorgio in Velabro
- Amadeo di Saluzzo, Kardinaldiakon von Santa Maria Nuova.

## Abwesende Kardinäle
- Jean de Neufchâtel, Kardinalbischof von Ostia e Velletri, Dekan des Kardinalskollegiums
- Jaime de Aragón, Kardinalbischof von Sabina, Administrator von Valencia
- Pedro Fernández de Frías, Kardinalpriester von Santa Prassede.

Zu Jean de Rochechouart siehe die Anmerkung in Liste der Kardinalskreierungen des Gegenpapstes Clemens VII.

## Quelle
- The Cardinals of the Holy Roman Church, Conclaves of the 14th Century (1303–1394) (online, abgerufen am 13. März 2021)